# Desmoncus cirrhifer
Desmoncus cirrhifer là loài thực vật có hoa thuộc họ Arecaceae. Loài này được A.H. Gentry & Zardini mô tả khoa học đầu tiên năm 1988.